# Xyris decussata
Xyris decussata är en gräsväxtart som beskrevs av Henry Allan Gleason. Xyris decussata ingår i släktet Xyris och familjen Xyridaceae. Inga underarter finns listade i Catalogue of Life.